# Brenda Song
 Ikke at forveksle med Brenda Strong.
Brenda Song (født 27. marts 1988 i Carmichael, Californien, USA) er en amerikansk skuespillerinde og forhenværende barnemodel, primært kendt fra Disney Channel. Hun er mest kendt for sin rolle som den rige London Tipton i serien Zack og Codys Søde Hotelliv, og Disney-filmen Wendy Wu: Homecoming Warrior. Hun har også været med i Phil fra fremtiden på Disney Channel, hvor hun spiller Tia. Hun har desuden medvirket i filmen The Social Network, som handler om Facebooks opstart. Hendes mor er halvt amerikaner og halvt thai, og hendes far er Hmong. Hun har to yngre brødre, Timmy og Nathan. 

## Udvalgt filmografi

### Film
| År   | Titel              | Rolle             | Note(r) |
| ---- | ------------------ | ----------------- | ------- |
| 2006 | Wendy Wu           | Wendy Wu          |         |
| 2010 | The Social Network | Christy Lee       |         |
| 2019 | Secret Obsession   | Jennifer Williams |         |

### Tv-serier
| År        | Titel                                                | Rolle                  | Note(r)    |
| --------- | ---------------------------------------------------- | ---------------------- | ---------- |
| 1995      | Fudge                                                | Jenny                  |            |
| 1999      | 100 Deeds for Eddie McDowd                           | Sariffa Chung          |            |
| 2004-2005 | Phil fra fremtiden                                   | Tia                    | 7 afsnit   |
| 2005-2008 | Zack og Codys Søde Hotelliv                          | London Tipton          | Hovedrolle |
| 2007      | Pass the Plate                                       | Vært                   |            |
| 2008      | Macy’s Presents Little Spirit: Christmas in New York | Stemme                 | Stemme     |
| 2008      | Studio DC: Almost Live                               | Sig selv/London Tipton |            |
| 2008-2011 | Det Søde Liv til Søs                                 | London Tipton          | Hovedrolle |
| 2013      | New Girl                                             | Daisy                  |            |

Online Serier på Disney.com
| År   | Titel                           | Rolle         |
| ---- | ------------------------------- | ------------- |
| 2006 | Disney Channel's Imagineer That | Sig selv      |
| 2007 | London Tipton's Yay me!         | London Tipton |

Videospil
| År   | Titel                   | Rolle      | Note(r)                        |
| ---- | ----------------------- | ---------- | ------------------------------ |
| 2022 | The Quarry (video game) | Kaitlyn Ka | Stemme- og bevægelsesoptagelse |